# Waldemar Witkowski

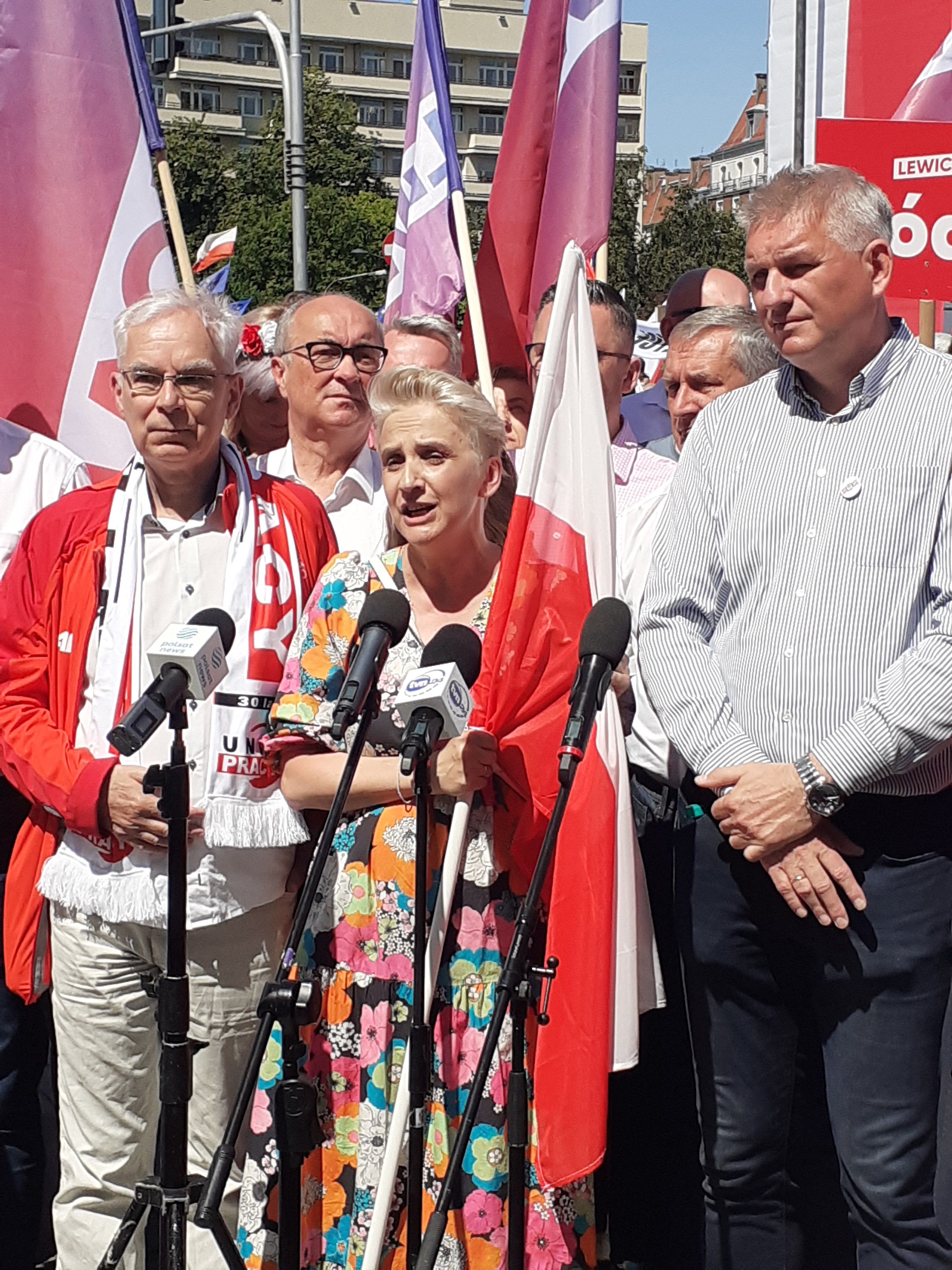
Waldemar Witkowski, Włodzimierz Czarzasty, Joanna Scheuring-Wielgus i Wojciech Konieczny na konferencji prasowej przed marszem 4 czerwca 2023

Waldemar Włodzimierz Witkowski (ur. 29 października 1953 w Poznaniu) – polski polityk i działacz spółdzielczy. W latach 2001–2006 wicewojewoda wielkopolski, od 2006 przewodniczący Unii Pracy, kandydat na urząd prezydenta RP w drugich wyborach w 2020, senator XI kadencji.

## Życiorys

### Edukacja, działalność zawodowa i społeczna
Ukończył w 1978 studia na Wydziale Elektrycznym Politechniki Poznańskiej, a następnie podyplomowe studia pedagogiczne. Był działaczem SZSP, przewodniczącym Wojewódzkiej Rady Młodych Pracowników Nauki, a także członkiem władz naczelnych ZSP, od którego otrzymał dwie odznaki (złotą i honorową). Od 1992 do 2001 pełnił funkcję prezesa zarządu Spółdzielni Mieszkaniowej im. Hipolita Cegielskiego w Poznaniu, ponownie objął ją w 2005. Ponadto w latach 1985–2001 był prezesem zarządu Spółdzielni Pracy „Akademik”.
Wspierał prywatnymi pożyczkami ratowanie Klubu Sportowego Posnania, a w 2007 objął funkcję prezesa tego klubu.

### Działalność polityczna
W latach 1976–1990 był członkiem Polskiej Zjednoczonej Partii Robotniczej.
Od 1992 członek kolejnych rad wojewódzkich Unii Pracy: w województwie poznańskim, a następnie w województwie wielkopolskim. Od 2002 kierował regionalnymi strukturami tej partii, był także skarbnikiem UP. W latach 2001–2003 był drugim wicewojewodą, a później do 2006 pierwszym wicewojewodą wielkopolskim. Bez powodzenia kandydował do Sejmu z listy SLD-UP w wyborach parlamentarnych w 2001 i do Senatu z ramienia SDPL w wyborach w 2005.
25 lutego 2006 objął stanowisko przewodniczącego Unii Pracy. W tym samym roku z listy koalicji Lewica i Demokraci uzyskał mandat radnego sejmiku wielkopolskiego. W przedterminowych wyborach parlamentarnych w 2007 bezskutecznie kandydował do Sejmu, również z listy LiD. W 2010, startując z listy SLD, ponownie został radnym sejmiku, obejmując przewodnictwo w klubie radnych SLD. Mandat utrzymał również w 2014, startując z listy SLD Lewica Razem. Podczas kadencji zasiadał w klubie SLD-UP i pełnił funkcję wiceprzewodniczącego sejmiku. W wyborach w 2018 nie uzyskał reelekcji.
W wyborach w 2011 z listy SLD kolejny raz bez powodzenia ubiegał się o mandat poselski. W 2015 ponownie kandydował do Sejmu, jako lider poznańskiej listy wyborczej Zjednoczonej Lewicy. W wyborach w 2019 bezskutecznie ubiegał się o mandat posła do Parlamentu Europejskiego z pierwszego miejsca na okręgowej liście komitetu Lewica Razem.
W 2020 zarejestrował swój komitet wyborczy w wyborach prezydenckich, kandydując z poparciem Unii Pracy, Polskiej Lewicy, Krajowej Partii Emerytów i Rencistów oraz stowarzyszeń Ruch Odrodzenia Gospodarczego im. Edwarda Gierka i Ruch Ludzi Pracy (przed wyborami poparła go również Komunistyczna Partia Polski). Państwowa Komisja Wyborcza, z uwagi na zakwestionowanie części podpisów i w konsekwencji brak wymaganej liczby ważnych podpisów, odmówiła rejestracji jego kandydatury. Po drugim rozpisaniu wyborów prezydenckich na czerwiec 2020 polityk ponownie zgłosił swoją kandydaturę, dostarczając dodatkowe podpisy. PKW odmówiła jego rejestracji, jednak skarga polityka została uwzględniona przez Izbę Kontroli Nadzwyczajnej i Spraw Publicznych Sądu Najwyższego, co umożliwiło mu wystartowanie w tych wyborach. W pierwszej turze z 28 czerwca 2020 otrzymał 27 290 głosów (0,14%), zajmując przedostatnie, 10. miejsce. W II turze nie udzielił oficjalnego poparcia żadnemu z kandydatów.
W wyborach parlamentarnych w 2023 kandydował z ramienia Nowej Lewicy do Senatu. Został wybrany do tej izby, zdobywając 55 372 głosy w okręgu nr 1 i pokonując m.in. ubiegającego się o reelekcję Rafała Ślusarza. Został przewodniczącym Komisji Edukacji oraz członkiem Komisji Spraw Unii Europejskiej.

## Życie prywatne
Syn Ryszarda i Aleksandry. Ma czworo dzieci: Monikę, Macieja, Wiktorię i Wojciecha. W 2011 zawarł związek małżeński z Karoliną.

## Wyniki wyborcze
| Wybory | Komitet wyborczy  | Komitet wyborczy                                                                         | Organ                               | Okręg                               | Wynik           |
| ------ | ----------------- | ---------------------------------------------------------------------------------------- | ----------------------------------- | ----------------------------------- | --------------- |
| 2001   |                   | Sojusz Lewicy Demokratycznej – Unia Pracy                                                | Sejm IV kadencji                    | nr 38                               | 4429 (1,72%)    |
| 2005   |                   | Socjaldemokracja Polska                                                                  | Senat VI kadencji                   | nr 38                               | 32 554 (10,67%) |
| 2006   |                   | Lewica i Demokraci                                                                       | Sejmik Wielkopolski III kadencji    | nr 3                                | 11 546 (6,29%)  |
| 2007   | Sejm VI kadencji  | Lewica i Demokraci                                                                       | nr 39                               | 6837 (1,53%)                        |                 |
| 2010   |                   | Sojusz Lewicy Demokratycznej                                                             | Sejmik Wielkopolski IV kadencji     | nr 1                                | 12 229 (7,75%)  |
| 2011   | Sejm VII kadencji | Sojusz Lewicy Demokratycznej                                                             | nr 39                               | 3928 (0,98%)                        |                 |
| 2014   |                   | SLD Lewica Razem                                                                         | Sejmik Wielkopolski V kadencji      | nr 1                                | 9097 (6,21%)    |
| 2015   |                   | Zjednoczona Lewica                                                                       | Sejm VIII kadencji                  | nr 39                               | 8982 (2,19%)    |
| 2018   |                   | SLD Lewica Razem                                                                         | Sejmik Wielkopolski VI kadencji     | nr 1                                | 8756 (3,95%)    |
| 2019   |                   | Lewica Razem                                                                             | Parlament Europejski IX kadencji    | nr 7                                | 7112 (0,59%)    |
| 2020   |                   | KW Kandydata na Prezydenta Rzeczypospolitej Polskiej Waldemara Włodzimierza Witkowskiego | Prezydent Rzeczypospolitej Polskiej | Prezydent Rzeczypospolitej Polskiej | 27 290 (0,14%)  |
| 2023   |                   | Nowa Lewica                                                                              | Senat XI kadencji                   | nr 1                                | 55 372 (39,36%) |

## Odznaczenia
- Krzyż Kawalerski Orderu Odrodzenia Polski (2012)[25]
- Złoty Krzyż Zasługi (1999)[26]
- Srebrny Krzyż Zasługi (1994)[27]
- Brązowy Krzyż Zasługi
- Odznaka „Zasłużony Działacz Kultury”
- Odznaka honorowa „Za Zasługi w Rozwoju Województwa Poznańskiego”